# بنی ارکیدز
بِنی اُرکیدز (انگلیسی: Benny Urquidez؛ زادهٔ ۲۰ ژوئن ۱۹۵۲) ملقب به «جت» یک رزمی‌کار، کیک‌بوکسور و هنرپیشه اهل ایالات متحده آمریکا است.

## زندگی‌نامه
بنی در شهر لس آنجلس در کالیفرنیا دیده به جهان گشود. مادرش کشتی‌گیر و پدرش بوکسور بود و نژادی نیمه‌اسپانیایی-نیمه‌مکزیکی دارد که تبارش به سرخپوستان بلک‌فوت ایالات متحده آمریکا می‌رسد. خواهرش «لیلی ارکیدز» نیز یکی از پیشگامان «کیک‌بوکسینگ بانوان» بود.
بنی از سن ۵ سالگی به رشته‌های ورزشی کشتی و بوکس پرداخت و از سن ۷ سالگی به هنرهای رزمی روی آورد و نخستین استادش «بیل ریوساکی» (استاد برجستهٔ رشتهٔ کِنپو) بود. او در سن ۱۴ سالگی، کمربند مشکی خود را دریافت کرد که در دههٔ ۶۰ میلادی، امری غیرعادی محسوب می‌شد.
بنی ارکیدز در آغاز، کارش را با «کاراتهٔ نان-کانتکت» آغاز کرد، ولی بعدها خودش به یکی پیشگامان فول کنتاکت کاراته در ایالات متحده آمریکا مبدل شد.
او دارندهٔ ۶ مقام جهانی در ۵ وزن متفاوت است که در مسابقات رزمی امری نادر است و در طول دوران ۲۷ سالهٔ ورزشی خود، تقریباً بدون شکست بود. تنها شکستِ او، در یک مسابقهٔ «موای تای» بود که آنهم بسیار مورد بحث و تردید است، چرا که پیش‌شرط‌های مورد توافق او مبنی بر «no-decision exhibition» بودنِ مسابقه، در انتها رعایت نشد.
ما بین سال‌های ۱۹۷۴ تا ۱۹۹۳ میلادی، او به رکورد ۴۹–۱–۱ (۴۹ برد، ۱ مساوی و ۱ باخت) دست یافت که ۳۵ بارش ناک‌اوت بود. او در مسابقات حرفه‌ای غیررسمی و ثبت‌نشده (undocumented pro fights) هم یک رکورد ۱۰–۰–۱ (۱۰برد، ۱ مساوی) دارد که هر ۱۰ بارش با ناک‌اوت بوده است. بدین ترتیب، بنی ارکیدز یک رکورد خیره‌کنندهٔ ۵۹–۱–۲ (۵۹ برد، ۱ باخت، ۲ مساوی) در کارنامهٔ خود دارد که ۴۵ بارش با ناک‌اوت حریف همراه بوده است. البته آمار گوناگونی دربارهٔ کارنامهٔ ورزشی او موجود است. از جمله آنکه، خودش در وبسایت رسمی‌اش، مدعیِ ۶۳–۰–۱ (۶۳ برد، یک باخت) است که ۵۷بارش ناک‌اوت بوده است. او همچنین مدعی است که پیش از ورود به دنیای «فول کنتاکت کاراته»، در شاخهٔ «کاراتهٔ کمربند سیاه بزرگسالان»، شکست نداشته است.
مجلهٔ «بلک بلت» در سال ۱۹۷۸ میلادی، او را به‌عنوانِ «مبارز برتر سال» انتخاب کرد.
بنی ارکیدز در ۹ سبکِ رزمی گوناگون آموزش و فعالیت داشته است: «جودو»، «کاجوکِمبو»، «شوتوکان»، «تکواندو»، «لیما لاما»، «درنای سفید فوجیان»، «جوجیتسو»، «آیکیدو» و «کِنپوی آمریکایی». او همچنین پایه‌گذارِ سبک «کاراتهٔ اوکیدُکان» است.
از فیلم‌ها یا برنامه‌های تلویزیونی که وی در آن نقش داشته است می‌توان به مبارز خیابانی، همیشه اژدها، گراس پوینت بلنک و حکومت نظامی اشاره کرد.
بنی ارکیدز و همسرش هم‌اکنون جزئی از «قبیلهٔ سرخپوستان بلک‌فوت» هستند.